# Hadria trinitalis
Hadria trinitalis är en insektsart som beskrevs av Metcalf et Bruner 1936. Hadria trinitalis ingår i släktet Hadria och familjen dvärgstritar. Inga underarter finns listade i Catalogue of Life.